# 1er mars
Pour les articles homonymes, voir Premier-Mars.
1er février 1er avril
Chronologies thématiques
- Croisades
- Ferroviaires
- Sports
- Disney
- Anarchisme
- Catholicisme

Abréviations / Voir aussi
- (° 1852) = né en 1852
- († 1885) = mort en 1885
- a.s. = calendrier julien
- n.s. = calendrier grégorien
- Calendrier
- Calendrier perpétuel
- Liste de calendriers
- Naissances du jour

Le 1er mars est le 60e jour de chaque année commune du calendrier grégorien, le 61e lorsqu'elle est bissextile ; il en reste ensuite 305.
C'était généralement le 11e jour du mois de ventôse dans le calendrier républicain ou révolutionnaire français, officiellement dénommé jour du narcisse.
C'est le premier jour du printemps météorologique dans l'hémisphère nord terrestre et de l'automne météorologique dans l'hémisphère sud.

## Événements

### Iersiècleav. J.-C.
- -86 : Sylla pénètre dans Athènes et la livre au pillage (première guerre de Mithridate).

### IIIesiècle
- 286 : Dioclétien empereur nomme Maximien Auguste en Occident en se réservant l'Orient.
- 293 : dans l'Empire romain, quatre empereurs règnent collégialement. Aux deux Augustes sont adjoints deux Césars : Galère (294-311) et Constance Chlore (293-305).
  - L'empereur romain Dioclétien instaure une tétrarchie[1].

### IVesiècle
- 317 : Constantin Ier donne à ses fils Crispus et Constantin le titre de César.
- 350 : Vétranion devient usurpateur romain.

### XIVesiècle
- 1382 : à Paris, révolte des maillotins à Paris. Les oncles du roi Charles VI, encore mineur, mènent une répression sévère.

### XVesiècle
- 1476 : bataille de Toro pendant la guerre de Succession de Castille.

### XVIesiècle
- 1553 : des princes protestants et catholiques allemands forment la Ligue de Heidelberg pour empêcher l'élection de Philippe II d'Espagne à la tête du Saint-Empire.
- 1562 : massacre de Wassy, où 80 Huguenots sont assassinés sous les ordres du duc de Guise, qui déclenche la première des Guerres de religion en France qui se termineront en 1598.
- 1565 : fondation de la colonie portugaise de Rio de Janeiro, au Brésil.

### XVIIesiècle
- 1633 : Samuel de Champlain obtient de Richelieu le titre de commandant de Québec.

### XVIIIesiècle
- 1741 : parution du premier magazine dans les colonies américaines, l’American Magazine fondé par Andrew Bradford (en) à Philadelphie.
- 1767 : le roi Charles III expulse les jésuites d'Espagne.
- 1781 : les articles de la Confédération prennent effet.
- 1790 : la tenue du premier recensement aux États-Unis révèle que le pays compte 3 939 326 personnes.
- 1792 : à Vienne, Léopold II meurt ; c'est son fils François Ier d'Autriche qui lui succède.
- 1793 : la Convention commence l'annexion de la Belgique.
- 1794 : deuxième bataille de La Roche-sur-Yon et fin du massacre des Lucs-sur-Boulogne, pendant la guerre de Vendée.

### XIXesiècle
- 1808 : Napoléon Ier crée la noblesse d'Empire et y associe quelques familles de l'Ancien Régime.
- 1811 : Méhémet Ali massacre les mamelouks au Caire.
- 1814 : signature du Traité de Chaumont entre les quatre puissances alliées : Angleterre, Autriche, Prusse et Russie.
- 1815 : évadé de l'île d'Elbe, Napoléon débarque de l’Inconstant à Golfe-Juan, c'est le début des Cent-Jours. Louis XVIII prend le chemin de l'exil.
- 1840 : en France, à la suite d'une crise ministérielle provoquée par le refus de la Chambre d'attribuer une dotation au duc de Nemours, le ministère Soult démissionne. Il est remplacé par une équipe menée par Adolphe Thiers, président du Conseil et Louis-Philippe Ier aux Affaires étrangères.
- 1845 : les États-Unis annexent le Texas.
- 1848 : révolution dans le canton de Neuchâtel, en Suisse.
- 1870 : la bataille de Cerro Corá met fin à la guerre de la Triple-Alliance.
- 1871 : 
  - à Bordeaux, l'Assemblée nationale ratifie les préliminaires de Versailles et destitue Napoléon III.
  - à la suite du siège de Paris, l'armée allemande défile symboliquement sur l'avenue des Champs-Élysées.
- 1872 : le président Grant autorise la création du premier parc national aux États-Unis, Yellowstone.
- 1879 : première ascension hivernale réussie de l'Aneto (3 404 m), dans les Pyrénées, par Roger de Monts, B. Courrèges, et V. Paget.
- 1888 : début du service postal entre le Canada et les États-Unis.
- 1896 : bataille d'Adoua, dans le nord de l'Éthiopie, au cours de laquelle les Éthiopiens battent les Italiens, ce qui conduit Rome à rechercher la paix.

### XXesiècle
- 1901 : mise en service du premier train suspendu à Wuppertal en Allemagne.
- 1907 :
  - en Prusse, le ministre des Cultes décide de mater la grève des écoliers polonais.
  - en Espagne, un décret royal supprime le mariage civil.
- 1910 : une avalanche précipite deux trains dans un canyon à Wellington (en), dans l'État de Washington ; 380 personnes perdent la vie.
- 1912 : le Capitaine Berry saute d'un avion en vol au-dessus de Saint-Louis, Missouri. Il exécute le premier saut avec parachute à partir d'un avion.
- 1919 :
  - le mouvement du 1er Mars demande l'indépendance de la Corée occupée par le Japon.
  - manifestations en Corée à l'occasion des funérailles du dernier roi de la dynastie Chosŏn, réprimées par l'Empire japonais.
  - création de la colonie de Haute-Volta, Édouard Hesling en devient le premier gouverneur.
- 1925 : création d'une garde personnelle d'Hitler : les Schutzstaffeln (SS).
- 1932 : le fils de 20 mois du colonel Charles Lindbergh, pionnier américain de l'aviation, est enlevé dans sa résidence du New Jersey. Il sera retrouvé mort en mai.
- 1934 : en Mandchourie, le couronnement du régent Puyi ressuscite l'empire grâce aux Japonais, qui, occupant le pays dès 1931, l'ont déclaré indépendant.
- 1941 : 
  - le colonel Leclerc et sa colonne s'emparent de l'oasis de Koufra (Libye), tenu par les Italiens.
  - Bogdan Filov signe le pacte tripartite pour la Bulgarie
  - 5 700 hommes de la Force publique belge entament l'offensive contre les Italiens.
- 1943 :
  - la Royal Air Force entreprend un bombardement systématique des voies de chemin de fer en Europe.
  - Le peintre Henri Matisse s'installe à Vence dans le sud de la France.
  - La « grande rafle des Villeurbannais », par l’armée d’occupation allemande.
- 1948 : à Tel-Aviv, le Conseil juif de Palestine forme un cabinet de 30 ministres, sous la présidence de David Ben Gourion. C'est l'embryon de l'État d'Israël qui sera officiellement créé le 14 mai suivant.
- 1950 :
  - à Londres, l'espion Klaus Fuchs est condamné à quatorze années de prison. Il en purgera neuf et ira vivre en République démocratique allemande.
  - première du drame musical en trois actes « The Consul » de Gian Carlo Menotti, au Shubert Theater de Philadelphie.
- 1952 : Jacqueline du Bief devient championne du monde de patinage artistique.
- 1953 : Joseph Staline est frappé d'une attaque cérébrale.
- 1954 :
  - explosion de la bombe à hydrogène américaine Castle Bravo dans l'atoll de Bikini.
  - la première conférence de l'Organisation des États américains s'ouvre à Caracas (Venezuela).
  - le film Un ciel d'enfer qui sort au Caire, est le premier film avec Omar Sharif.
- 1960 : un séisme dans la nuit du 29 février au 1er mars à Agadir, au Maroc, fait 12 000 morts.
- 1961 :
  - sortie du film Le Président d'Henri Verneuil avec Jean Gabin, Bernard Blier et Renée Faure.
  - le président américain John Fitzgerald Kennedy créé les « Corps de la Paix ».
- 1964 : un avion Lockheed L-049 de la compagnie Paradise Airlines s'écrase entre Tahoe et West Valley et tue ses 85 passagers et membres d'équipage.
- 1966 : au terme d'un voyage de trois mois, la sonde soviétique Venera 3 se pose sur Vénus, mais ne parvient à envoyer aucun renseignement vers la Terre.
- 1967 : création en France des parcs naturels régionaux.
- 1969 : le personnage de bande dessinée Rahan naît de l'imagination et du dessin de André Chéret et Roger Lécureux.
- 1970 : le gouvernement minoritaire blanc de Rhodésie rompt ses derniers liens avec la couronne britannique, dissout le parlement et proclame la République.
- 1973 : attaque de l'ambassade saoudienne à Khartoum par l'organisation Septembre Noir.
- 1974 :
  - création du GIGN, Groupe d'intervention de la Gendarmerie nationale, spécialisé dans la réduction des forcenés, les interpellations dangereuses, les prises d'otages ou les mutineries en milieu carcéral, la gestion des enlèvements et les extorsions de fonds, les transferts de détenus ainsi que dans l'antiterrorisme aérien ou maritime.
  - aux États-Unis, un grand jury fédéral envoie à leur procès 7 hommes, dont plusieurs des proches conseillers du président Richard Nixon, sous des accusations de conspiration pour étouffer le scandale du Watergate.
  - E.D.F. décide de construire seize centrales nucléaires.
- 1975 : Lella Lombardi effectue sa première participation à un Grand Prix de Formule 1 à Kyalami, en Afrique du Sud.
- 1976 : sortie du film Vol au-dessus d'un nid de coucou de Miloš Forman avec Jack Nicholson.
- 1978 : ouverture du théâtre Le Palace à Paris.
- 1981 : à la prison de Maze, en Ulster, Bobby Sands amorce une grève de la faim pour que les nationalistes irlandais soient séparés des détenus de droit commun ; il mourra au bout de soixante-cinq jours de jeûne, durant lequel il a été élu député au Parlement de Londres.
- 1982 : la sonde soviétique Venera 13 atterrit sur Vénus et y prend des photos.
- 1986 : Zafer El-Masri le maire arabe de Naplouse qui avait été désigné par les Israéliens est abattu par des extrémistes palestiniens.
- 1990 : la CEE limite les exportations de bovins britanniques aux animaux de moins de six mois ne descendant pas de vaches suspectées d'ESB.
- 1992 : Jenny Thompson, nageuse, porte le record du monde du 100 m nage libre à 54,48 s.
- 1994 : entrée en vigueur en France du nouveau code pénal.
- 1995 :
  - horreur au Rwanda où l'on exhume des milliers de cadavres d'un charnier tenu par les Hutus.
  - la police perquisitionne au domicile et aux bureaux de Winnie Mandela, l'ex-femme de Nelson Mandela. Elle fait l'objet d'une enquête pour détournement de fonds et corruption.
  - suppression de la conscription en Belgique.
- 1996 : à La Haye, Marc Gagnon, de Chicoutimi, améliore le record mondial au 1 500 m en patinage de vitesse sur piste courte .
- 1997 : Aliecer Urrutia porte le record du monde indoor du triple saut à 17,83 m.
- 1998 : 
  - en Allemagne, victoire de Gerhard Schröder aux élections régionales de Basse-Saxe.
  - le cinéaste Gérard Oury, 80 ans, fait son entrée à l'Académie des beaux-arts dans le fauteuil précédemment occupé par René Clément.
- 1999 :
  - la Convention sur l'interdiction des mines antipersonnel signée le 3 décembre 1997 à Ottawa par 133 pays entre en vigueur.
  - en Suisse, décollage du ballon Breitling Orbiter avec à son bord Bertrand Piccard et Brian Jones.
  - les thermomètres à mercure sont retirés de la vente, en France, en raison du danger que ce métal présente pour l'homme et son l'environnement en cas de bris du thermomètre.
- 2000 :
  - Jacques Chirac nomme Yves Guéna président du Conseil constitutionnel, en remplacement de Roland Dumas, démissionnaire, qui doit être jugé dans le cadre de l'affaire Elf.
  - l'équipage néo-zélandais remporte la Coupe de l'America pour la seconde fois consécutive.

### XXIesiècle
- 2001 :
  - le régime taliban en Afghanistan commence à détruire toutes les statues de Bouddha, y compris celles de Bâmiyân, les deux plus grandes du monde (53 et 37 mètres), érigées au Ve siècle de l'ère chrétienne et témoins du passé pré-islamique du pays.
  - l'Inde est le deuxième pays après la Chine à dépasser le seuil du milliard d'habitants.
- 2002 : 
  - augmentation du prix des astreintes des médecins généralistes en France à un demi-euro par tranche de 12 heures. Revalorisation aussi des consultations « longues et complexes » (suivi des personnes atteintes d'une affection de longue durée (ALD) prise en charge à 100 % par la Sécurité sociale) qui seront désormais facturées 23 euros.
  - lancement de l'opération Anaconda pendant la guerre d'Afghanistan
- 2003 :
  - Khalid Cheikh Mohammed, un des cerveaux présumés des attentats du 11 septembre 2001 aux États-Unis et soupçonné d'être un des chefs d'Al-Qaïda, est arrêté au Pakistan et remis aux autorités américaines.
  - les négociateurs de plus de 170 pays parviennent à un accord sur un traité historique qui imposerait des restrictions sans précédent sur la publicité pour le tabac, l'étiquetage, la lutte contre la contrebande et le tabagisme passif.
  - le parlement turc interdit la présence de l'armée américaine sur son territoire.
- 2005 : l'humoriste Dieudonné est agressé par des Israéliens, à Fort-de-France, en Martinique (France).
- 2006 :
  - les négociations russo-iraniennes sur le nucléaire achoppent sur la question du moratoire sur l'enrichissement en Iran, exigé par Moscou et rejeté par Téhéran.
  - officialisation d'Alternative libérale, parti politique libéral français.
- 2007 :
  - aux Pôles et dans le monde, ouverture de l’année polaire internationale 2007-2008 avec plus de 200 programmes de recherche auxquels vont participer des scientifiques de 63 pays.
  - au Sénégal, Abdoulaye Wade gagne l'élection présidentielle sénégalaise de 2007.
- 2013 : bataille d'Imenas, lors de la guerre du Mali.
- 2014 : 
  - des soldats russes interviennent en Crimée, déclenchant une crise diplomatique internationale.
  - attentat de la gare de Kunming dans le Yunnan.
- 2016 : 
  - Scott Kelly, astronaute américain, revient sur Terre après une année passée dans la Station Spatiale Internationale.
  - Super Tuesday, dans la course aux investitures démocrate et républicaine de l’élection présidentielle américaine, Hillary Clinton et Donald Trump sont les grands vainqueurs.
- 2020 : en Syrie, dans la région d'Idlib l'armée turque lance l'opération Bouclier du printemps contre l'armée arabe syrienne[2].
- 2024 : 
  - en Iran, les élections des membres de l'Assemblée consultative islamique et de l'Assemblée des experts sont organisées[3],[4].
  - en Russie, funérailles d'Alexeï Navalny auxquels ont assisté des milliers de personnes[5],[6],[7],[8], qui a été enterré au cimetière Borisov à Moscou[9],[10].
- 2025 : en république d'Abkhazie — État sécessionniste de Géorgie —, Badra Gounba remporte l'élection présidentielle[11].

## Arts, culture et religion
- 1146 : promulgation par le pape Eugène III d'une bulle qui appelle à la deuxième croisade.
- 1555 : à Salon-de-Provence, publication du premier recueil de Michel de Notre-Dame, qui regroupe sept centuries.
- 1580 : parution des Essais de Michel de Montaigne.
- 1994 : les rappeurs du groupe marseillais "IAM" prennent la tête du Top 50 français avec l'évocation « Je danse le mia » nostalgique voire ironique de leurs soirées en discothèque à Marseille dans les années 1980[12].

## Sciences et techniques
- 1869 : le chimiste russe Dmitri Mendeleïev qui a achevé son tableau périodique des éléments  le communique à la Société russe de physique et de chimie (ru) de Saint-Pétersbourg[13].
- 1931 : le record du monde de durée de vol en circuit fermé est battu par Lucien Bossoutrot et Maurice Rossi, qui ont  parcouru 8 805 km en 75 heures.

## Économie et société
- 1700 : premier jour du calendrier suédois qui sera utilisé jusqu'en 1712, année du retour de la Suède au calendrier julien avec un 30 février intercalaire en sus du 29 février de cette année-là (cf. 11 mars 1712 du calendrier grégorien).
- 1987 : naissance de la chaîne de télévision M6 (au slogan ultérieur « la petite chaîne qui monte ») dans la foulée de feu TV6.
- 1989 :
  - les bars peuvent servir de la bière en Islande après soixante-quatorze années d'interdiction.
  - L'entraîneur Charlie Francis admet devant une "commission Dubin" que Ben Johnson et d'autres athlètes prenaient des stéroïdes depuis 1981.
- 2002 : le mark finlandais remplacé par l'euro n'a plus cours légal.
- 2014 : un attentat entraîne 29 morts et 130 blessés à Kunming en Chine.
- 2021 : L'Américano-Nigérienne Ngozi Okonjo-Iweala, nommée directrice générale de l'Organisation mondiale du commerce (OMC), entre en fonction et devient la première femme et la première personnalité africaine à occuper ce poste[14].
- 2023 : au Canada, des feux de forêt en Alberta se déclarent et se propagent rapidement dans les semaines qui suivent dont des dizaines deviennent hors de contrôle, obligeant les autorités à évacuer des milliers de personnes des régions menacées par les flammes et les fumées[15].

## Naissances

### Iersiècle
- 40 ou entre mars 38 et mars 40 : Martial, poète latin († v. 102 à 104).

### XIVesiècle
- 1325 : Gidō Shūshin, maître de la poésie et de la prose en littérature chinoise († 10 mai 1388).

### XVesiècle
- 1432 : Isabelle de Coimbra, infante portugaise et reine de Portugal († 2 décembre 1455).
- 1445 : Sandro Botticelli, peintre italien († 17 mai 1510).
- 1456 : Vladislas IV, roi de Bohême († 13 mars 1516).
- 1494 : 
  - Francesco da Sangallo, sculpteur de la Renaissance tardive de l'école florentine († 17 février 1576).
  - Francesco d'Ubertino, peintre italien de l'école florentine († 5 octobre 1557).

### XVIesiècle
- 1513 : Francisco de Salinas, organiste et théoricien de la musique espagnol († 13 janvier 1590).
- 1544 : Sagara Yoshiharu, daimyo de l'époque Sengoku de l'histoire du Japon († 27 décembre 1581).
- 1547 : Rudolf Goclenius l'Ancien, professeur allemand († 8 juin 1628).
- 1552 : Anne de Clèves, duchesse de Juliers et de Berg, comtesse de Ravensberg († 6 octobre 1632).
- 1567 : Nicolas Bergier, archéologue et historien français († 18 août 1623).
- 1574 : Yūki Hideyasu, daimyo de l'époque Azuchi Momoyama et du début de l'époque d'Edo († 2 juin 1607).
- 1577 : Richard Weston (1er comte de Portland), chancelier de l'Échiquier et plus tard lord trésorier d'Angleterre († 13 mars 1635).
- 1578 : Antonio Rubino (missionnaire), missionnaire en Inde puis en Chine († 25 mars 1643).
- 1585 : Jean de Saint-Bonnet de Toiras, maréchal de Toiras, mort au combat († 14 juin 1636).
- 1593 : Franz Wilhelm von Wartenberg, cardinal allemand († 1er décembre 1661).
- 1596 : Frédéric de Saxe-Weimar, colonel et prince de la branche ernestine de la maison de Wettin († 29 août 1622).
- 1597 : Jean-Charles della Faille, prêtre jésuite brabançon, mathématicien et précepteur du prince Juan José d'Autriche, à la cour d'Espagne († 4 novembre 1652).

### XVIIesiècle
- 1605 : Antoine Philibert Albert Bailly, ecclésiastique savoyard, évêque d'Aoste († 3 avril 1691).
- 1610 : Johann Balthasar Schupp, écrivain satirique allemand († 26 octobre 1661).
- 1611 : John Pell, mathématicien anglais († 12 décembre 1685).
- 1614 : 
  - Michel de Saint-Martin, docteur en théologie, recteur de l'Université de Caen († 16 novembre 1687).
  - Otto VI de Schaumbourg, prince de Schaumbourg († 15 novembre 1640).
- 1622 : Jan Abrahamsz Beerstraaten, peintre néerlandais du siècle d'or († juillet 1666).
- 1626 : Jean-Baptiste de La Quintinie, avocat, jardinier et agronome français († 11 novembre 1688).
- 1633 : Yi Seo-woo, homme politique, écrivain et philosophe néoconfucianiste coréen († 14 octobre 1709).
- 1644 : Simon Foucher, abbé et chanoine de Dijon, philosophe français du XVIIe siècle († 27 avril 1696).
- 1647 : saint Jean de Britto, prêtre jésuite portugais canonisé en 1853 par Pie IX († exécuté le 4 février 1693).
- 1653 : Jean-Baptiste-Henri de Valincour, homme de lettres français († 4 janvier 1730).
- 1683 : 
  - Caroline d'Ansbach, épouse du roi Georges II de Grande-Bretagne († 20 novembre 1737).
  - Tsangyang Gyatso, 6e dalaï-lama († 15 novembre 1706).
- 1690 : Silvio Valenti-Gonzaga, cardinal italien († 28 août 1756).
- 1700 : Pierre Joseph de Bourcet, lieutenant général français des armées du roi et commandeur de l'ordre de Saint-Louis († 14 octobre 1780).

### XVIIIesiècle
- 1757 : 
  - Alexis Boyer, anatomiste et chirurgien français († 25 novembre 1833).
  - Étienne Pierre Ventenat, botaniste français († 13 août 1808).
- 1758 : Armand Samuel de Marescot, général de division français († 5 novembre 1832).
- 1760 : François Buzot, homme politique français (trouvé † le 24 juin 1794).
- 1762 : Auguste-Jacques Lemierre d'Argy, écrivain et traducteur français († 12 décembre 1815).
- 1769 : François Séverin Marceau, général français de la Révolution († 21 septembre 1796).
- 1770 : Louis Pierre de Montbrun, général de division français († 7 septembre 1812).
- 1774 : sainte Madeleine de Canossa, religieuse italienne canonisée en 1941 par Pie XII († 10 avril 1835).
- 1800 : Pauline d'Orange-Nassau, princesse de la maison d'Orange-Nassau († 22 décembre 1806).

### XIXesiècle
- 1806 : Auguste Marceau, officier de marine français († 1er février 1851).
- 1807 : Marie Louis Henry de Granet-Lacroix de Chabrières, officier français mort pour la France († 4 juin 1859).
- 1810 : 
  - François-Alexandre Roullet de La Bouillerie, coadjuteur du cardinal archevêque de Bordeaux de 1872 à 1882 († 8 juillet 1882);
  - Frédéric Chopin (Fryderyk Szopen), compositeur et pianiste polonais († 17 octobre 1849).
- 1812 : Augustus Pugin, architecte britannique († 14 septembre 1852).
- 1815 : Benjamin F. Conley, homme politique américain († 10 janvier 1886).
- 1816 : Jacques Bornet, poète ouvrier et dramaturge français († 13 mai 1873).
- 1819 :
  - Nicolas Krick, prêtre lorrain, mort assassiné († 1er septembre 1854).
  - François-Marie-Benjamin Richard, cardinal français, archevêque de Paris († 28 janvier 1908).
  - Władysław Taczanowski, zoologiste polonais († 17 mars 1890).
- 1821 : Thomas Choe Yang-eop, prêtre catholique coréen, vénérable († 15 juin 1861).
- 1822 : Hippolyte Ribière, homme politique français († 29 juin 1885).
- 1824 : saint Jean-Louis Bonnard, prêtre français béatifié en 1900 par Léon XIII et canonisé en 1988 par Jean-Paul II († 1er mai 1852).
- 1826 : bienheureux Jean-Baptiste Mazzucconi, prêtre italien béatifié en 1984 par Jean-Paul II (†  septembre 1855).
- 1830 : Prosper Rachon, jésuite, prélat et académicien français († 12 janvier 1922).
- 1832 : Alexander Strauch, zoologiste russe († 14 août 1893).
- 1842 : Wilhelm Jordan, géodésien allemand († 17 avril 1899).
- 1846 : Julien Gustave Gagliardini, artiste peintre et graveur français († 28 novembre 1927).
- 1848 : Augustus Saint-Gaudens, sculpteur et graveur-médailleur américain († 3 août 1907).
- 1850 : Raphaelle Porras y Ayllon, religieuse espagnole béatifiée en 1952 par Pie XII puis canonisée en 1977 par Paul VI († 6 janvier 1925).
- 1858 : Georg Simmel, philosophe et sociologue allemand († 28 septembre 1918).
- 1863 : Sabas Maury, prêtre, poète, musicien et compositeur français († 26 novembre 1923).
- 1867 : Paul Ducuing, sculpteur français († 9 mars 1949).
- 1868 : 
  - Sophie Chotek, épouse morganatique de l'archiduc François-Ferdinand († 28 juin 1914).
  - Achille Paroche, tireur sportif français, champion olympique en 1900 († 27 mai 1933).
- 1871 : 
  - Oskar August Heinroth, biologiste et éthologue allemand († 31 mai 1945).
  - Ernst Leitz, homme d'affaires allemand, fondateur de Leica († 15 juin 1956).
- 1876 : Henri de Baillet-Latour, aristocrate et dirigeant sportif belge, président du Comité international olympique de 1925 à 1942 († 6 janvier 1942).
- 1878 : Gabriel Dupont, compositeur français († 1er août 1914).
- 1880 : Albert Alain, organiste et compositeur français († 15 octobre 1971).
- 1885 : Lionel Atwill, acteur britannique († 22 avril 1946).
- 1886 : Oskar Kokoschka, artiste peintre autrichien († 22 février 1980).
- 1887 : 
  - Pavel Argueïev, as de l'aviation soviétique de la Première Guerre mondiale († 30 octobre 1922).
  - Georg-Hans Reinhardt, général allemand de la Seconde Guerre mondiale († 23 novembre 1963).
- 1892 : Ryūnosuke Akutagawa, écrivain japonais († 24 juillet 1927).
- 1893 : Mercedes de Acosta, poétesse et artiste hispano-américaine († 9 mai 1968).
- 1895 : Deng Yanda, officier militaire du Parti nationaliste chinois († 29 novembre 1931).
- 1896 : 
  - Dimitri Mitropoulos, chef d’orchestre, pianiste et compositeur grec († 2 novembre 1960).
  - Harry Winston, joaillier américain, surnommé The King of Diamonds († 8 décembre 1978).
- 1897 : Léon Trulin, agent de renseignement belge, fusillé par les autorités militaires allemandes pour espionnage pendant la Première Guerre mondiale († 8 novembre 1915).

### XXesiècle
- 1902 : Paul Dungler, industriel du textile, militant royaliste et résistant français († 25 août 1974).
- 1904 : Glenn Miller, compositeur, musicien et chef d'orchestre américain († 15 décembre 1944).
- 1907 : Francis Elliott Drouet, phycologue américain († 5 décembre 1982).
- 1910 : David Niven, acteur britannique († 29 juillet 1983).
- 1911 : 
  - Woldemar Baeckman, architecte finlandais († 11 avril 1994).
  - Don DaGradi, dessinateur et scénariste américain († 4 août 1991).
  - Harry Golombek, joueur et arbitre d'échecs britannique († 7 janvier 1995).
  - Paul Murray Kendall, professeur universitaire d'anglais et d'histoire américain († 21 novembre 1973).
  - Rina Ketty, chanteuse française d'origine italienne († 23 décembre 1996).
  - Engelmar Unzeitig, prêtre allemand, martyr du Troisième Reich († 2 mars 1945).
  - O. Z. Whitehead, acteur américain († 29 juillet 1998).
- 1912 :
  - Gerald Emmett Carter, cardinal canadien, archevêque de Toronto († 6 avril 2003).
  - Mario Genta, footballeur italien († 9 janvier 1993).
- 1913 : Hans Schwartz, joueur international de football allemand († 31 mai 1991).
- 1914 : 
  - Diana Dei, actrice de théâtre et de cinéma italienne († 3 janvier 1999).
  - Viljo Heino, athlète de fond finlandais († 15 septembre 1998).
- 1915 :
  - Gustave Choquet, mathématicien français († 14 novembre 2006).
  - Malak Karsh (en), photographe canadien d'origine arménienne († 8 novembre 2001).
  - Marius Maziers, évêque catholique français, archevêque émérite de Bordeaux († 14 août 2008).
- 1916 : Krystyna Feldman, actrice polonaise († 24 janvier 2007).
- 1920 :
  - Max Bentley, joueur de hockey sur glace canadien († 19 janvier 1984).
  - Simon Ignatius Pimenta, cardinal indien, archevêque émérite de Mumbai († 19 juillet 2013).
  - Reginald Harris, coureur cycliste sur piste anglais († 22 juin 1992).
  - Yvan Quenin, joueur et dirigeant français de basket-ball († juillet 2009).
- 1921 :
  - Michel Carage, compagnon de la Libération, entrepreneur français († 28 janvier 2008).
  - Jack Clayton, réalisateur et producteur britannique († 26 février 1995).
  - Terence James Cooke, cardinal américain, archevêque de New York († 6 octobre 1983).
- 1922 : Yitzhak Rabin, Premier ministre israélien prix Nobel de la paix en 1994 († assassiné 4 novembre 1995).
- 1924 : Donald Kent Slayton, astronaute américain († 13 juin 1993).
- 1925 :
  - Zenny de Azevedo, joueur brésilien de basket-ball († 10 mars 2001).
  - Keith Harvey Miller, homme politique républicain américain († 2 mars 2019).
  - Alexandre do Nascimento, cardinal chrétien catholique angolais, archevêque émérite de Luanda († 28 septembre 2024).
- 1926 :
  - Robert Clary, acteur américain d'origine française.
  - Cesare Danova, acteur d’origine italienne († 19 mars 1992).
  - Pete Rozelle, commissaire de la NFL de 1960 à 1989 († 6 décembre 1996).
  - Allan Stanley, joueur de hockey sur glace canadien († 18 octobre 2013).
- 1927 :
  - George Abell, astronome américain († 7 octobre 1983).
  - Harry Belafonte, chanteur et acteur américain. († 25 avril 2023).
  - Claude Gensac, actrice française († 27 décembre 2016).
- 1928 :
  - Geneviève Dournon, ethnomusicologue française experte ès musiques d'Afrique centrale et d'Inde.
  - Jacques Rivette, réalisateur français († 29 janvier 2016).
  - Philippe Tesson, journaliste français.
- 1930 :
  - Pierre-Max Dubois, compositeur français († 29 août 1995).
  - John Hayes, réalisateur, scénariste et producteur américain († 21 août 2000).
  - Gastone Nencini, coureur cycliste italien († 1er février 1980).
  - Raymond St. Jacques, acteur américain († 27 août 1990).
- 1931 : Lamberto Dini, homme politique italien un temps président du conseil des ministres du pays.
- 1932 : Jacques Leduc, compositeur belge († 31 août 2016).
- 1933 : Ferdinand Ghesquière, homme politique belge flamand († 1er mars 2021).
- 1934 :
  - Jacques Chessex, écrivain et poète suisse († 9 octobre 2009).
  - Jean-Michel Folon, peintre et sculpteur belge († 20 octobre 2005).
- 1935 :
  - Jed Allan, acteur américain († 9 mars 2019).
  - Robert Conrad, acteur, cascadeur et chanteur américain († 8 février 2020).
  - George Genereux, tireur sportif canadien, champion olympique († 10 avril 1989).
  - Yola Ramírez, joueuse de tennis mexicaine.
- 1936 :
  - Monique Bégin, femme politique québécoise.
  - Jean-Edern Hallier, écrivain français († 12 janvier 1997).
  - Jean-René Huguenin, écrivain français († 22 septembre 1962).
- 1938 : Pierre Bénichou, journaliste et chroniqueur télé/radio († 31 mars 2020).
- 1939 :
  - Roberto Bisacco, acteur italien.
  - Leo Brouwer, compositeur, guitariste et chef d'orchestre cubain.
  - Tzvetan Todorov, essayiste, philosophe et historien français d'origine bulgare († 7 février 2017).
- 1940 : 
  - Étienne Mougeotte, journaliste français († 7 octobre 2021).
  - David Broome, cavalier britannique.
  - Gustavo Novoa (Valparaiso, Chili, 1er mars 1940 -   ), peintre naïf chilien[16].
  - Michel Salgé (Ubon Ratchathani, Thaïlande, 1er Mars 1942 -    ), peintre naïf thaïlandais[16].
- 1943 : 
  - Mauro Checcoli, cavalier italien, double champion olympique.
  - Akinori Nakayama, gymnaste japonais, six fois champion olympique.
  - Richard H. Price, physicien américain.
- 1944 :
  - Mike d'Abo (en), chanteur et compositeur anglais du groupe Manfred Mann.
  - Roger Daltrey, chanteur de rock britannique membre fondateur du groupe The Who.
- 1945 :
  - Dirk Benedict, acteur américain.
  - Jean-Claude Boulanger, évêque catholique français, évêque émérite de Bayeux et Lisieux depuis 2020.
  - Fernando Vérgez Alzaga, cardinal espagnol de la Curie romaine.
- 1946 :
  - Elvin Bethea (en), joueur américain de football américain.
  - Gerry Boulet, auteur-compositeur et interprète québécois († 18 juillet 1990).
  - Lana Wood, actrice américaine.
- 1947 : Jacques Carette, athlète français spécialiste du 400 mètres.
- 1948 : Philippe Cazal, artiste français.
- 1949 :
  - Jacques Mailhot, chansonnier, humoriste, animateur de radio et journaliste français.
  - Gilles Rivard, auteur-compositeur et interprète québécois († 19 novembre 1991).
- 1950 : Phil Alden Robinson, réalisateur américain.
- 1951 :
  - Susanne Albrecht, militante de la deuxième génération de la Fraction armée rouge.
  - Pierre Charon, homme politique français.
  - David Gold, pair et personnalité politique britannique.
  - Jocelyn Guevremont, joueur professionnel de hockey sur glace canadien.
  - Birger Jensen, footballeur danois.
  - Iouri Lebedev, joueur professionnel de hockey sur glace russe.
  - Scott Ross, organiste et claveciniste américain († 13 juin 1989).
  - Yoni, chanteur, producteur, auteur-compositeur-interprète français.
- 1952 : 
  - Roy Marten, acteur indonésien.
  - Martin O'Neill, footballeur puis entraîneur nord-irlandais.
- 1953 : 
  - Rolf Danneberg, athlète allemand spécialiste du lancer du disque.
  - Carlos Queiroz, entraîneur portugais de football.
  - Chuck Zito, boxeur, garde du corps de célébrités, acteur américain, issu des Hells Angels de New York.
- 1954 :
  - Catherine Bach, actrice américaine.
  - Ron Howard, acteur et réalisateur américain.
  - Katsuko Kanesaka, joueuse de volley-ball japonaise.
- 1955 : 
  - Claudio Corti, coureur cycliste italien.
  - Timothy Laurence, officier de marine britannique, second mari de la princesse Anne du Royaume-Uni.
  - Denis Mukwege, gynécologue congolais, prix Nobel de la paix 2018.
- 1956 : 
  - Dalia Grybauskaitė, femme d'État lituanienne, présidente de la République de Lituanie de 2009 à 2019.
  - Daniel Moylan, homme politique britannique.
  - Mark Todd, cavalier néo-zélandais élu meilleur cavalier du XXe par la Fédération équestre internationale.
- 1958 :
  - Nik Kershaw, chanteur anglais.
  - Bertrand Piccard, scientifique et explorateur suisse.
  - Elena Vaytsekhovskaya, plongeuse soviétique, championne olympique.
- 1959 : Bambou (Caroline von Paulus dite), mannequin et chanteuse française, compagne de Serge Gainsbourg dans les années 1980.
- 1960 : 
  - Jacques Lussier, acteur québécois.
  - Séraphine Mbeya Nawej Matemb,  artiste peintre congolaise.
- 1961 : Michel Galarneau, joueur de hockey sur glace franco-canadien.
- 1962 :
  - Silvina Chediek, journaliste argentine.
  - Russell Coutts, skipper néo-zélandais.
  - Mark Gardner, joueur de baseball américain.
- 1963 :
  - Thomas Anders , chanteur allemand.
  - Ron Francis, joueur professionnel de hockey sur glace canadien.
  - Peter Ebere Okpaleke, cardinal nigérian.
  - Shangay Lily, écrivain et acteur espagnol.
- 1964 :
  - Basma bint Sa'ud Al Sa'ud, femme d'affaires et militante des droits de l'homme saoudienne.
  - Patrick Foliot, gardien de but de hockey sur glace français.
  - Paul Le Guen, joueur et entraîneur français de football.
  - Maurizio Randazzo, épéiste italien, double champion olympique.
- 1965 :
  - Oliver Bäte, dirigeant d'entreprise allemand, aujourd'hui Directeur général de la société d'assurance Allianz.
  - Pierre-Brice Lebrun, journaliste, écrivain et critique gastronomique français.
  - Booker Huffman, catcheur professionnel américain.
- 1966 : 
  - Zack Snyder, réalisateur, scénariste et producteur américain.
  - Delphine de Vigan, romancière et réalisatrice française.
- 1967 :
  - Yelena Afanasyeva, athlète russe spécialiste du 800 mètres.
  - George Eads, acteur américain.
  - Simon Kemboi, athlète kényan, spécialiste du 400 m.
  - Steffan Rhodri, acteur britannique.
- 1968 : Camelia Macoviciuc-Mihalcea, rameuse roumaine.
- 1969 : Javier Bardem, acteur espagnol.
- 1970 : Yolanda Griffith, joueuse américaine de basket-ball.
- 1971 :
  - Ma Dong-seok, acteur sud-coréen américanisé.
  - Allen Johnson, athlète américain spécialiste du 110 mètres haies.
  - Dick Norman, joueur belge de tennis.
- 1973 :
  - Jack Davenport, acteur et producteur de cinéma britannique.
  - Hassan Koubba, acteur français.
  - Ryan Peake, guitariste canadien du groupe Nickelback.
  - Chris Webber, joueur de basket-ball américain.
- 1974 : 
  - Mark-Paul Gosselaar, acteur américain, héros du feuilleton Sauvé par le Gong.
  - Elizabeth Ofosu-Adjare, avocate et femme politique ghanéenne.
- 1975 :
  - Pablo Lemoine, joueur de rugby à XV international uruguayen.
  - Cécile Rebboah, actrice française.
- 1976 :
  - Luke Mably, acteur anglais.
  - Valerio Vermiglio, joueur italien de volley-ball.
- 1977 :
  - Bruce Benamran, vidéaste et écrivain français.
  - Rens Blom, athlète néerlandais spécialiste du saut à la perche.
  - Thomas VDB, comédien et humoriste français
  - Rod White, archer américain, champion olympique.
- 1978 :
  - Jensen Ackles, acteur américain.
  - Patrice Maktav, acteur et auteur-compositeur-interprète français.
  - Stefan Nimke, cycliste sur piste allemand.
- 1979 :
  - Jérôme Batout, philosophe et économiste français.
  - Bruno Langlois, coureur cycliste canadien.
  - Magüi Serna, joueuse de tennis espagnole.
- 1980 :
  - Shahid Afridi, joueur de cricket international pakistanais.
  - Rhys Griffiths, footballeur gallois.
  - Djimi Traoré, footballeur franco-malien.
- 1981 :
  - Alexandre Guyader, véliplanchiste français.
  - Adam LaVorgna, acteur américain.
  - Robinson Stévenin, acteur français.
  - Sasha Zvereva, chanteuse russe.
- 1982 :
  - Leryn Franco, athlète paraguayenne spécialisée dans le lancer de javelot.
  - Christian Müller, cycliste allemand.
  - Juan Manuel Ortiz, footballeur espagnol.
  - Will Power, pilote automobile australien.
- 1983 : Daniel Carvalho, joueur de football brésilien.
- 1984 :
  - Ryvon Covile, joueur américain de basket-ball.
  - Shaun Hegarty, joueur de rugby à XV et à sept français.
  - Patrick Helmes, footballeur allemand.
  - Mathieu Lafon, footballeur français.
  - Naima Mora, mannequin américaine.
  - Christophe Samson, joueur de rugby à XV français.
  - Alexander Steen, hockeyeur canado-suédois.
- 1985 : Andreas Ottl, footballeur allemand.
- 1987 :
  - Ke$ha (Kesha Rose Sebert dite), chanteuse américaine.
  - K. C. Rivers, basketteur américain.
- 1988 :
  - Mikhaïl Anissine, hockeyeur russe.
  - Nolan Roux, footballeur français.
  - Jarvis Varnado, basketteur américain.
- 1989 :
  - Malik Bentalha, humoriste et acteur français.
  - Daniella Monet, actrice et chanteuse américaine.
  - Khadija El Kamouny, ingénieure et docteure marocaine.
  - Djena Tsimba, actrice française.
  - Carlos Vela, footballeur international mexicain.
  - Alexis Wangmene, basketteur camerounais.
- 1990 : Adrien Nougaret, connu sous le nom de ZeratoR, vidéaste français.
- 1991 : 
  - Mathias Autret, footballeur français.
  - Ekaterina Zavyalova, athlète russe, spécialiste du 800 mètres.
- 1992 : Julien Lopez, footballeur franco-algérien.
- 1993 : 
  - Juan Bernat, footballeur international espagnol.
  - Josh McEachran, footballeur anglais.
  - Jordan Veretout, footballeur international français.
- 1994 : 
  - Justin Bieber, chanteur canadien de pop et RnB.
  - Tyreek Hill, joueur américain de football américain.
- 1996 : Ye Shiwen, nageuse chinoise.

## Décès

### Vesiècle
- 492 : Félix III (Félix dit), aristocrate romain fils d'un prêtre Félix, veuf et père de deux enfants, bisaïeul du futur saint Grégoire le Grand, élu 48e pape à la succession de Simplice du 13 mars 483 à sa mort (° v. 440).

### Xesiècle
- 965 : Léon VIII, Pape de l'Église catholique de 963 à 965 (° inconnue).

### XIIesiècle
- 1131 : Étienne II de Hongrie, roi de Hongrie (° 1101).

### XIIIesiècle
- 1233 : Thomas Ier de Savoie, comte de Savoie et seigneur de Piémont (° 27 mai 1178).
- 1244 : Gruffydd ap Llywelyn Fawr, roi de Gwynedd (° 1200).
- 1274 : Geoffroy de Lusignan, seigneur de Jarnac (° v. 1220).

### XIVesiècle
- 1383 : Amédée VI de Savoie, comte de Savoie (° 4 janvier 1334).

### XVesiècle
- 1414 : Viridis Visconti, duchesse d'Autriche, de Styrie et de Carinthie (° 1352).

### XVIesiècle
- 1510 : Francisco de Almeida, militaire et explorateur portugais (° 1450).
- 1529 : Giovanni Boccardi, enlumineur italien (° 1460).
- 1536 : Bernardo Accolti, poète italien (° 11 septembre 1458).
- 1546 : John Wishart, prédicateur anglais, brûlé vif à Édimbourg (° 1513).
- 1570 : Bernard VII d'Anhalt-Zerbst, prince d'Anhalt (° 17 mars 1540).
- 1588 : Jacques Daléchamps, botaniste français (° 1513).

### XVIIesiècle
- 1620 : Thomas Campian, poète et compositeur anglais (° 12 février 1567).
- 1633 : George Herbert, poète anglais (° 3 avril 1593).
- 1643 : Girolamo Frescobaldi, organiste et claveciniste italien (° 9 septembre 1583).
- 1671 : Marzio Ginetti, cardinal italien (° 7 février 1586).
- 1697 : Francesco Redi, physicien italien (° 18 février 1626).

### XVIIIesiècle
- 1732 : Pierre Chirac, médecin français (° 25 avril 1657).
- 1768 : Hermann Samuel Reimarus, philosophe allemand (° 22 décembre 1694).
- 1773 : Luigi Vanvitelli, architecte baroque italien (° 12 mai 1700).
- 1780 : Jean-Baptiste d'Après de Mannevillette, hydrographe français (° 11 février 1707).
- 1792 : Léopold II, empereur romain germanique (° 5 mai 1747).

### XIXesiècle
- 1823 : Pierre-Jean Garat, musicien et chanteur baryton (ténorisant) français (° 26 avril 1762).
- 1826 : Friedrich Weinbrenner, architecte allemand (° 24 novembre 1766).
- 1827 : Christopher Gore, homme politique américain (° 21 septembre 1758).
- 1841 : Claude-Victor Perrin, maréchal d'Empire français (° 7 décembre 1764).
- 1847 : Benjamin Delessert, homme d'affaires, naturaliste français et fondateur de la Caisse d'épargne française (° 14 février 1773).
- 1853 : Jean-Pierre Baillod, général de brigade français (° 20 août 1771).
- 1855 : Louis Georges Duvernoy, médecin et zoologiste français (° 6 août 1777).
- 1862 : Peter Barlow, mathématicien et physicien britannique (° 13 octobre 1776).
- 1865 : Anna Pavlovna de Russie, reine consort des Pays-Bas (° 18 janvier 1795).
- 1869 : Raymond-Théodore Troplong, juriste et homme politique français, président du Sénat de 1852 à 1869 (° 8 octobre 1795).
- 1875 : 
  - Tristan Corbière, poète français (° 18 juillet 1845).
  - Maximin Giraud, témoin avec Mélanie Calvat de l'apparition de la Vierge Marie à La Salette en Isère (° 26 août 1835).
- 1879 : Joachim Heer, personnalité politique suisse (° 25 septembre 1825).
- 1882 : Theodor Kullak, pianiste, compositeur et professeur de musique polonais (° 12 septembre 1818).
- 1886 :
  - Otto von Corvin, journaliste allemand (° 12 octobre 1812).
  - Charles-Joseph Lecointe, peintre français (° 24 février 1823).

### XXesiècle
- 1905 : Eugène Guillaume, sculpteur, professeur et critique d'art français (° 4 juillet 1822).
- 1910 : José Domingo de Obaldía, homme politique panaméen (° 30 janvier 1845).
- 1911 : Jacobus Henricus van 't Hoff, chimiste hollandais, prix Nobel de chimie 1901 (° 30 août 1852).
- 1912 : Louis Babel, prêtre, oblat de Marie-Immaculée, missionnaire, linguiste, géographe et explorateur suisse (° 23 juin 1826).
- 1922 : Rafael Moreno Aranzadi, footballeur espagnol (° 8 août 1892).
- 1923 : Sidney Mason, acteur américain (° 26 septembre 1886).
- 1924 : 
  - Louis Perrée, escrimeur français (° 25 mars 1871).
  - Louise de Belgique, princesse de Belgique (° 18 février 1858).
- 1932 : Dino Campana, poète italien (° 20 août 1885).
- 1936 : Mikhaïl Kouzmine, poète, romancier, dramaturge, critique littéraire et novéliste russe (° 18 octobre 1875).
- 1938 : Gabriele D'Annunzio, écrivain italien (° 12 mars 1863).
- 1941 : Lucien Mérignac, escrimeur français (° 5 octobre 1873).
- 1948 : Gabriel Brunet de Sairigné, officier français, mort pour la France (° 9 février 1913).
- 1950 : Alfred Korzybski, scientifique pluridisciplinaire et expert du renseignement américain (° 3 juillet 1879).
- 1952 : Mariano Azuela, romancier mexicain (° 1er janvier 1873).
- 1953 : Georges Chauvin, homme politique français (° 16 novembre 1885).
- 1956 : Henriette Renié, harpiste, pédagogue et compositrice française (° 18 septembre 1875).
- 1957 : Silas Broux, peintre français (° 15 octobre 1867).
- 1958 : 
  - Giacomo Balla, peintre et sculpteur italien du mouvement futuriste (° 18 juillet 1871).
  - Louis Davout, 4e duc d’Auerstaedt, militaire français, combattant de la Première Guerre mondiale (° 24 mars 1877).
- 1965 : Joseph-Eugène Limoges, évêque québécois (° 15 novembre 1879).
- 1976 : Jean Martinon, chef d'orchestre et compositeur français (° 10 janvier 1910).
- 1977 : Robert Girardet, skipper français (° 11 mai 1893).
- 1978 : 
  - Léon Azéma, architecte français (° 20 janvier 1888).
  - François Bénard, homme politique français (° 28 janvier 1903).
- 1979 :
  - Moustafa Barzani, personnalité politique kurde (° 14 mars 1903).
  - Dolores Costello, actrice américaine (° 17 septembre 1903).
- 1980 : Wilhelmina Cooper, mannequin néerlando-américain (° 1er mai 1939).
- 1981 : Gazanfar Khaligov, peintre soviétique (° 12 décembre 1898).
- 1983 : Arthur Koestler, homme de lettres britannique d'origine hongroise (° 5 septembre 1905).
- 1984 : 
  - Jackie Coogan, acteur américain (° 26 octobre 1914).
  - Roland Culver, acteur britannique (° 21 août 1900).
- 1985 : Charlotte Delbo, écrivaine et résistante déportée française (° 10 août 1913).
- 1987 : 
  - Freddie Green, guitariste de jazz américain (° 31 mars 1911).
  - Bertrand de Jouvenel, juriste, politologue et économiste français (° 31 octobre 1903).
- 1988 : Jean Le Poulain, acteur français (° 12 septembre 1924).
- 1991 : Edwin Land, inventeur de la photographie instantanée et fondateur de la Polaroid Corporation (° 12 mai 1909).
- 1992 : 
  - Lalla Abla bint Tahar, deuxième épouse du roi Mohammed V du Maroc, mère du roi Hassan II (° 5 septembre 1909).
  - Marie Déa, actrice française (° 20 juin 1919).
- 1995 : 
  - Georges Köhler, immunologiste allemand, Prix Lasker et prix Nobel de médecine en 1984 (° 17 avril 1946).
  - César Rodríguez Álvarez, footballeur espagnol (° 29 juin 1920).
- 1996 : 
  - Vergílio Ferreira, écrivain portugais (° 28 janvier 1916).
  - Yves Massard, acteur français (° 15 juin 1923).
- 1997 :
  - Martin Furnival Jones (en), agent de renseignement britannique, directeur général du MI5 de 1965 à 1972 (° 7 mai 1912).
  - Hans Robert Jauss, philologue et historien de la littérature allemand (° 21 décembre 1921).
  - Václav Roziňák (en), joueur de hockey tchèque (° 7 décembre 1922).
- 1998 : 
  - Jean Balland, cardinal français, archevêque de Lyon (° 26 juillet 1934).
  - Charles Ceyrac, homme politique français (° 5 août 1919).
  - Archie Goodwin, scénariste et éditeur de comics américain (° 8 septembre 1937).
  - Maurice Raichenbach, joueur de dames franco-polonais (° 12 mai 1915).
- 2000 : Odell Barnes, criminel américain (° 22 mars 1968).

### XXIesiècle
- 2001 : 
  - Hannie Termeulen, nageuse néerlandaise (° 18 février 1929).
  - Colin Webster, footballeur gallois (° 17 juillet 1932).
- 2002 : Hocine Soltani, boxeur algérien (° 27 décembre 1972).
- 2003 : 
  - Antoine Aloni, footballeur franco-italien (° 9 décembre 1929).
  - Roger Needham, informaticien britannique (° 9 février 1935).
  - Victoria-Louise de Solms-Baruth, princesse allemande (° 13 mars 1921).
- 2004 : 
  - Riet van Grunsven, résistante néerlandaise (° 6 septembre 1918).
  - Gilbert Plass, physicien et climatologue canadien (° 22 mars 1920).
- 2005 : 
  - Cissy van Bennekom, actrice de cinéma néerlandaise (° 19 juillet 1911).
  - Brian Luckhurst, joueur de cricket anglais (° 5 février 1939).
- 2006 : 
  - Joëlle Aubron, militante française d'Action directe (° 26 juin 1959).
  - Harry Browne (en), homme politique américain, candidat aux élections présidentielles de 1996 et 2000 (° 17 juin 1933).
  - Pierre Pasquini, homme politique français (° 16 février 1921).
- 2007 : 
  - Manuel Bento, footballeur portugais (° 25 juin 1948).
  - Colette Brosset, actrice et humoriste française (° 21 février 1922).
  - sir Sydney Gun-Munro, Gouverneur-général de Saint-Vincent-et-les-Grenadines de 1979 à 1985 (° 29 novembre 1916).
  - Pierre Lantos, astrophysicien français (° 8 juillet 1942).
- 2008 : 
  - Michel Bavastro, journaliste français, un des fondateurs du quotidien Nice-Matin en 1945 et son PDG durant 47 ans (° 28 décembre 1906).
  - Jeff Healey, guitariste canadien (° 25 mars 1966).
  - Raúl Reyes, syndicaliste et guérillero colombien (° 30 septembre 1948).
- 2009 : 
  - Jacques Lagroye, historien et professeur de sociologie politique français (° 13 juin 1936).
  - Paolo Maffei, astrophysicien et écrivain de science-fiction italien (° 2 janvier 1926).
  - Charles Mouly, journaliste de radio et de presse, écrivain, auteur de théâtre et illustrateur français (° 19 mars 1919).
  - Batista Tagme Na Waie, militaire bissau-guinéen, chef d'état-major de l'armée bissau-guinéenne (° 1949).
- 2010 :
  - Vladimir Iliouchine, aviateur soviétique (° 31 mars 1927).
  - Pierre Monneret, ancien pilote de vitesse moto français (° 12 janvier 1931).
- 2011 : John M. Lounge, astronaute américain (° 28 juin 1946).
- 2012 : 
  - Alice Arden (en), athlète américaine spécialiste du saut en hauteur (° 23 juillet 1914).
  - Jerome Courtland, acteur, réalisateur et producteur américain (° 27 décembre 1926).
  - Lucio Dalla, chanteur et musicien italien (° 4 mars 1943).
  - Jampal Namdol Chokye Gyaltsen, bouddhiste tibétain, 9e Jebtsundamba (° 6 janvier 1933).
  - Henryk Bałuszyński, footballeur polonais (° 15 juillet 1972).
  - Andrew Breitbart, journaliste et analyste politique américain (° 1er février 1969).
- 2014 : 
  - Prafulla Dahanukar, artiste peintre indienne (° 1er janvier 1934).
  - Alain Resnais, réalisateur, scénariste et monteur français (° 3 juin 1922).
- 2016 : Carole Achache, également connue sous le nom de Carole Lange, écrivaine, photographe et actrice française (° 31 mai 1952).
- 2018 : Jean-Guy Hamelin, évêque catholique québécois (° 8 octobre 1925).
- 2019 : Imane Fadil (ca), mannequin italo-marocaine, témoin clé dans un procès contre Berlusconi[17] (° 1er janvier 1985).
- 2021 : 
  - Flex-Deon Blake, acteur pornographique afro-américain (° 25 avril 1962).
  - Ferdinand Ghesquière, homme politique belge  (° 1er mars 1933).
  - Vladimír Heger, entraîneur de basket-ball tchèque (° 30 janvier 1932).
  - Vernon Jordan, homme d'affaires afro-américain (° 15 août 1935).
  - Anna Kast, chanteuse issue du groupe russe Little Big (° inconnue).
  - Zlatko Kranjčar, footballeur yougoslave puis croate (° 15 novembre 1956).
  - Max Morton, peintre britannique (° 3 janvier 1943).
  - Rossella Panarese, journaliste italienne (° 23 octobre 1960).
  - Milenko Savović, basketteur yougoslave puis bosnien (° 19 juillet 1960).
  - Tōkō Shinoda, lithographe et peintre japonaise (° 28 mars 1913).
  - Ian St. John, footballeur écossais (° 7 juin 1938).
  - Michail Studenezki, basketteur soviétique puis russe, médaillé d'argent aux Jeux olympiques d'été de 1956 (° 6 mars 1934).
  - Mama Ngai Tupa, femme politique cookienne et néo-zélandaise (° 24 avril 1936).
  - Anatoliy Zlenko, diplomate et homme politique soviétique puis ukrainien (° 2 juin 1938).
- 2023 :
  - Souley Abdoulaye, homme politique nigérien (° 1956).
  - Ahmed Arab, footballeur international algérien (° 19 mars 1933).
- 2024 :
  - Iris Apfel, entrepreneuse, architecte d’intérieur américaine (° 29 août 1921).
  - Cécile Bertrand, illustratrice, dessinatrice de presse et plasticienne belge (° 20 juin 1953).
  - Jacqueline Duhême, écrivaine et illustratrice française (° 15 novembre 1927).
  - Michel Garland, acteur français (° 29 décembre 1930).
  - Monique Journod, artiste peintre et lithographe française (° 14 mars 1935).
  - Tristram Powell, réalisateur, producteur et scénariste britannique (° 25 avril 1940).
  - Jacques Tasso, pilote amateur de rallye automobile (° 31 mars 1944).
  - Akira Toriyama, auteur de manga et character designer japonais (° 5 avril 1955).
- 2025 :
  - Nougzar Bagration-Grouzinski, homme politique géorgien (° 25 août 1950).
  - Tim Kruger, acteur et réalisateur allemand (° 25 janvier 1981).
  - Tullio Lanese, arbitre de football italien (° 10 janvier 1947).
  - Norio Minorikawa, présentateur de télévision japonais (° 22 août 1944).
  - Joey Molland, auteur-compositeur et guitariste rock britannique (° 21 juin 1947).
  - Paulito FG, chanteur de salsa et de timba cubain (° 11 janvier 1962).
  - Angie Stone, chanteuse et actrice américaine (° 18 décembre 1961).
  - Jack Vettriano, peintre écossais (° 17 novembre 1951).

## Célébrations

### Internationales et nationales
- ONUSIDA / Nations unies : journée «zéro discrimination»[18].
- OIPC : journée internationale de la protection civile commémorant la constitution de l’Organisation internationale de la protection civile en 1972[19].
- Self-injury Awareness Day (en) / SIAD, journée de prise de conscience sur l'automutilation.
- Îles Baléares (Espagne) : Día de las Islas Baleares (es) / jour des îles Baléares.
- Bosnie-et-Herzégovine : fête de l'indépendance, la fédération croato-bosniaque commémorant son indépendance vis-à-vis de l'ex-Yougoslavie à la suite d'un référendum en 1992.
- Bulgarie : Baba Marta et martenitsa / мартеница célébrant à la fois l'arrivée prochaine du printemps et les "racines de la nation bulgare".
- Corée du Sud (où journée fériée) et Corée du Nord : samiljeol / 삼일절, jour du mouvement d'indépendance commémorant le soulèvement de 1919 contre l'occupation japonaise.
- États-Unis : fête nationale du cochon / national pig day (en) et share a smile-day / journée du sourire.
- Pays de Galles (Royaume-Uni) : fête de Saint David (de Ménevie, un autre que celui des 29 décembre).
- Islande (Europe) : bjórdagurinn, bjordagur, jour de la bière ou Beer Day (en) commémorant la fin de 74 années de prohibition de cette boisson en 1989.
- Moldavie et Roumanie : mărţişor, tradition proche de la martenitsa ci-avant de la Bulgarie voisine.
- Yap (Micronésie en Océanie) : Yap day, jour férié célébrant la culture traditionnelle dans l’État insulaire de Yap dans l'océan Pacifique.

### Religieuses
- Bahaïsme : 4e ou 5e et dernier jour du mois intercalaire ayyám-i-há consacré aux dons dans le calendrier badīʿ.Fête bouddhique nippone Shuni-e à Tōdai-ji ici en 2007

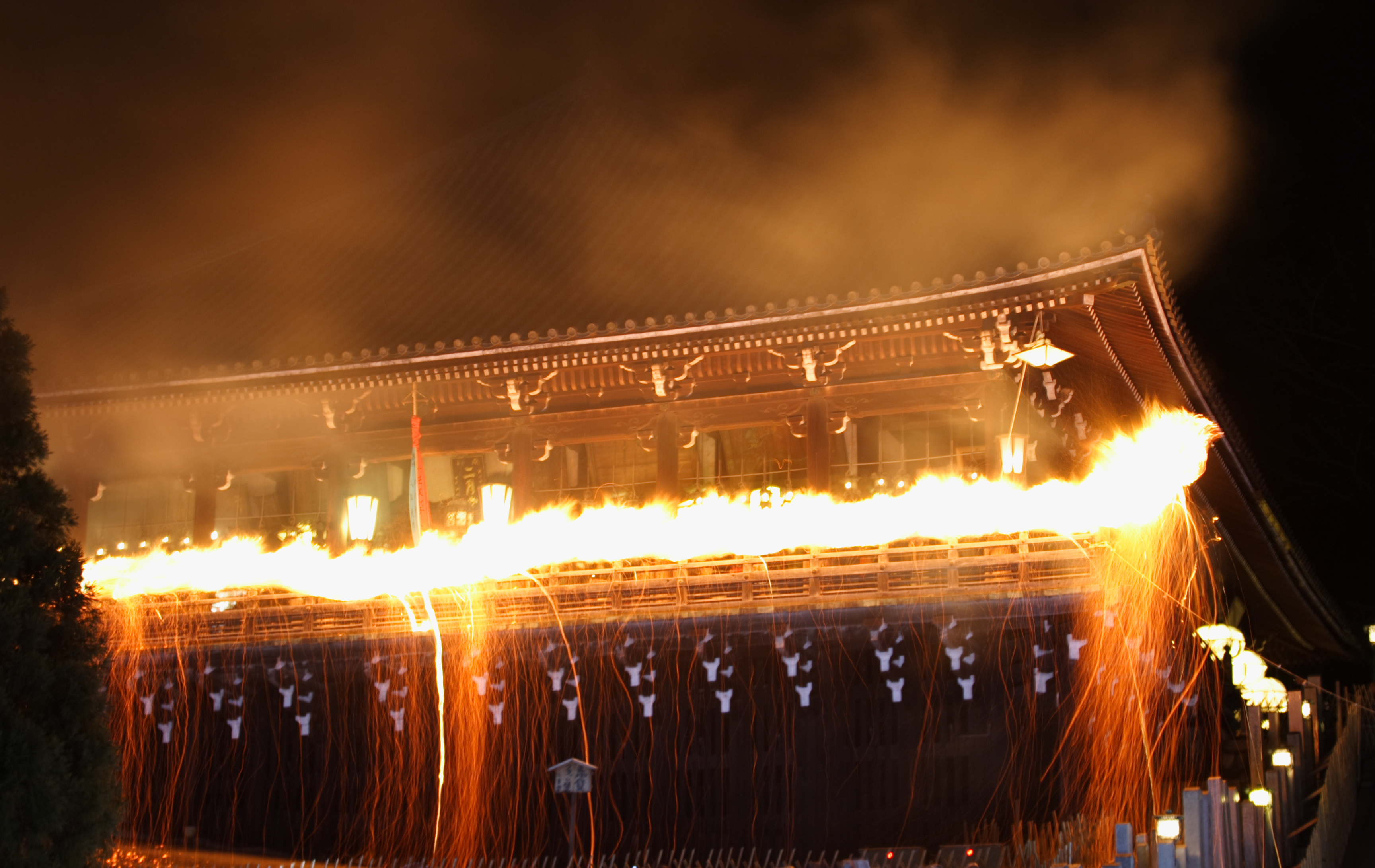
Fête bouddhique nippone Shuni-e à Tōdai-ji ici en 2007

- Bouddhisme au Japon : fête du puisage ou Shuni-e célébrée à Tōdai-ji (photographie ci-contre) et Nara du 1er au 14 mars.
- Fêtes religieuses romaines : 
  - ancien jour de l'an romain (il est toujours d'usage de s'adresser des vœux à cette date en Roumanie comme ci-avant, État à dominante linguistique latine et religieuse chrétienne orthodoxe plus longtemps resté fidèle au calendrier julien).
  - Renouvellement du feu sacré de Rome (voir Vesta, en ses calendes de mars).
  - Matronalia(e) / fête des mères (matrones).
  - Feriae Marti en l'honneur du dieu Mars (l'Arès grec), dieu de la guerre avant la reprise printanière de différents fronts militaires.

### Saints des Églises chrétiennes

#### Saints des Églises catholiques et orthodoxes
Saints des Églises catholiques et orthodoxes :
- Abdalong de Marseille († VIIIe siècle), évêque.
- Agapios de Vatopedi (VIe siècle), moine, ascète au mont Athos.
- Abondance († 269), Léon, Donat, Nicéphore et neuf autres, martyrs à Rome.
- Albin de Verceil (it) († 451), évêque de Verceil.
- Amant de Boixe († 680), ermite, son tombeau est à l'origine de l'abbaye de Saint-Amant-de-Boixe.
- Aubin d'Angers († 550), 10e évêque d'Angers.
- David de Ménevie († 601), solitaire dans l'île de Wight, archevêque et patron du Pays de Galles.
- Domnine de Cyr (en) († 450), pénitente à Cyr.
- Eudoxie d'Héliopolis († 114), prostituée repentie, martyre à Héliopolis.
- Félix III († 492), 48e pape de 483 à 492, défendit l'orthodoxie face au monophysisme.
- Hermès, Gittée, Adrien, Félix, Eunucule, janvier et vingt-et-un autre compagnons († 292) martyrs à Marseille.
- Léon de Carentan († 890), 2e évêque de Bayonne, martyr avec ses frères, Gervais et Philippe à Bayonne.
- Léon Luc de Corleone († 915), abbé basilien à Corleone.
- Monan (en) († 870), archidiacre martyr à St Andrews.
- Néon († IIe siècle) et Turbon, martyrs à Langres.
- Rudesinde († 977), abbé de Saint Sauveur de Celanova (es) et évêque de Dume.
- Silvius († IIe siècle) et ses compagnons, martyrs à Rome, leurs reliques sont à Anvers.
- Simplice († 477), 15e évêque de Bourges.
- Siviard († 687), 5e abbé du monastère de Saint-Calais.
- Suitbert de Werth († 713), disciple de saint Willibrord, fondateur d'une abbaye à Kaiserswerth.

#### Saints et bienheureux des Églises catholiques
Saints et bienheureux des Églises catholiques :
- Agnès Tsao Kouying († 1856), Laïque chinoise fusillée à 30 ans dans la province du Guizhou.
- Bonavita da Lugo (it) († 1375), bienheureux laïc italien membre du tiers-ordre franciscain.
- Christophe de Milan (it) († 1484), bienheureux religieux dominicain italien.
- Jeanne-Marie Bonomo († 1670), bienheureuse mystique bénédictine italienne.
- Roger le Fort († 1367), bienheureux évêque français d'Orléans.

#### Saints orthodoxes du jour (aux dates parfois"juliennes"/ orientales)
Saints des Églises orthodoxes :
- Antonine († 305), vierge et martyre à Nicée en Bithynie sous Dioclétien (fêtée les 4 mai par les catholiques).
- Jean Coucouzèle (XIVe siècle), moine, chantre et mélode athonite ; fêté aussi les 1er octobre[22].
- Martyrius de Zelenetsk († 1603), moine.

### Prénoms du jour
Bonne fête aux Aubin et ses dérivés : Albin, Albina, Albine, Albino, Albinus.
Et aussi aux :
- Jonathan et ses variantes : Jonathane, Jonathann, Yonatan, Yonathan.
- Suitbert et ses variantes Sultbert, etc.

## Traditions et superstitions
- Fêtes du 1er mars en Europe du Sud-Est, comme début "officiel" ci-avant du nouvel an romain antique (ou du printemps météorologique d'aujourd'hui).
- Météorologie empirique : les trois premiers jours de mars appelés « jours de remarque » étaient censés permettre de présager du temps du printemps à venir dans différentes contrées de l'hémisphère nord comme l'attestent certains des dictons d'oïl voire d'oc suivants adaptés en français actuel (voir des fêtes du 2 février).

### Dictons
- « À la Saint-Aubin c'est du vin, quand le buisson goutte au matin. »[23] (adapté du gascon d'Aquitaine)
- « Le jour de la Saint-Aubin, coupe la queue à ton poulain. »[24]
- « Lorsqu'au premier mars le printemps s'apprête, la couleuvre sort la tête. »[25]
- « Neige ou pluie de Saint-Aubin, année sans paille ni grain. »[26] (Beauce, Gâtinais)
- « Pluie au premier mars, pluie au premier mai. »[27].
- « Quand il pleut à la Saint-Aubin, l'eau est plus chère que le vin. » (Dordogne)[28]
- « Qui taille sa vigne à la Saint-Aubin, aura de gros raisins. »
- « S'il pleut à la Saint-Aubin, il coulera bien trop de vin. »
- « S'il pleut à la Saint-Aubin, il n'y aura ni foin, ni lin. »[26] (adapté du gallo d'Ille-et-Vilaine est-armoricaine)

### Astrologie
- Signe du zodiaque : 11e jour du signe des Poissons (ou 12e en cas d'année bissextile).

## Toponymie
Les noms de plusieurs voies, places, sites ou édifices de pays ou régions francophones contiennent cette date sous diverses graphies : voir Premier-Mars .